# Tsomgo Lacus
Lo Tsomgo Lacus è una struttura geologica della superficie di Titano.